# Medicaid
Medicaid (sammensat af de engelske ord medic aid, som betyder medicinsk hjælp) er et føderalt og delstatsligt program i USA, der yder økonomisk hjælp i forhold til forskellige sundhedsydelser til lavtlønnet personer med begrænset indkomster og ressourcer. Medicaid tilbyder også sundhedsydelser, som normalt ikke er dækket af Medicare, heriblandt plejehjemspleje og personlig pleje. Den amerikanske brancheorganisation, Health Insurance Association of America, beskriver Medicaid som "en statslig sundhedsforsikring for personer i alle aldre, som ikke har tilstrækkelige midler til selv at betale for sundhedsydelser".
Medicaid er den største finansieringskilde for medicin og sundhedsydelser for personer med lav indkomst i USA – sammenlagt giver programmet (pr. 2017) gratis sundhedsforsikring til 74 millioner amerikanere. Medicaid-programmet er finansieret af delstaterne og den føderale regering i fællesskab, men forvaltes og administreres af de enkelte delstater.